# テラー山 (ロス島)

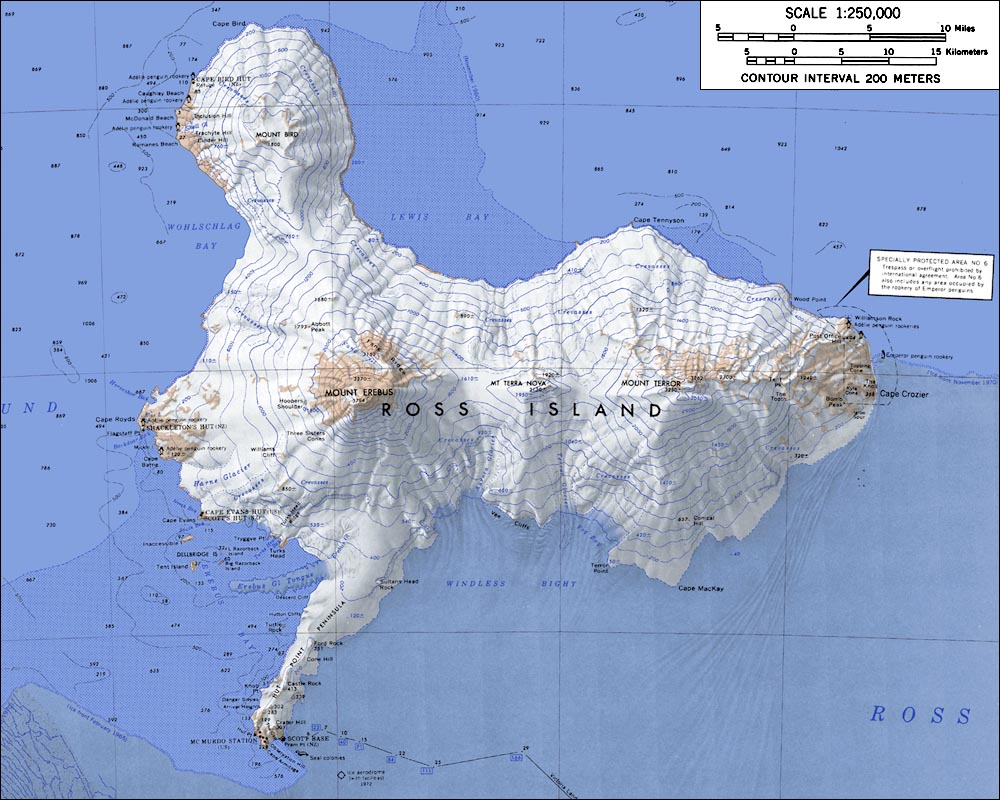
USGS ロス島よりロス島の地形上の地図（1:250,000 縮尺）

テラー山（テラーさん、Mt. Terror）とは、ロス島の東部に存在する山である。なお、テラー山は火山活動の結果形成された山ではあるものの、現在は死火山である。

## 概要
テラー山の山頂の標高は3230mで

、おおよそ南緯77度31分、東経168度32分付近に位置している

。
つまりテラー山は南極圏に位置する山である。当然のように年中気温が低いため、万年雪が溜まり、その結果、山の側面のほとんどが雪や氷の下に埋まってしまっている上に、近くにはテラー氷河（Terror Glacier）

なども存在する。ところで、ロス島は4つの火山

によって形成されているとされているが、このテラー山は175万年前から82万年前に活動していたと考えられている盾状火山で、これら4つの火山のうちでは2番目に規模が大きい。なお、ロス島で現在最も規模が大きな山は、テラー山の東約30kmに位置していて、現在も活火山として活動中のエレバス山（Mt. Erebus）である。ただし、テラー山を構成している火成岩の調査はまだ不充分であることを断っておく。テラー山の活動時期が175万年前から82万年前であったという根拠となっているのは、山麓部にある火成岩を調査した結果、形成された年代が175万年前から82万年前であったことが判明したことによる。そして、それ以降、テラー山では火山活動が起こった形跡が見られないので、175万年前から82万年前に活動していたとされているのである。しかし、テラー山はニュージーランドの探検隊によって1959年に初登頂が達成されているものの、テラー山の山頂部の岩石については1990年現在でも調査されていないため、この活動時期については誤っている可能性もある。

## 名称の由来
テラー山は、ジェイムズ・クラーク・ロス（James Clark Ross）によって、1841年に命名された。この山の「テラー」という名称は、彼の探検隊の2番目の船である「HMSテラー」の名前にちなんだものである

。探検隊のもう1隻の艦であった「HMSエレバス」の名前は同じくロス島にあるエレバス山に付けられた。ちなみに、「HMSテラー」の船長であったフランシス・ロードン・モイラ・クロージャー（Francis Rawdon Moira Crozier）は、ジェームズ・クラーク・ロスの親友であったことが知られている。「HMSエレバス」、「HMSテラー」、船長のクロージャーは、その後1845年に海軍が企画したジョン・フランクリンの北西航路探検に起用されたが、カナダ北方で氷に閉じ込められて全滅するという末路をたどった（フランクリン遠征）。

## 文学作品
テラー山は、次のような文学作品にも取り上げられていることが知られている。
『Olga Romanoff』
ジョージ・グリフィス（George Griffith）によって書かれ、1894年に発表されたSF小説である。この小説においてテラー山は、ロシアの革命支持者達によって砦として使用された。
『狂気の山脈にて』 "At the Mountains of Madness"
H.P.ラヴクラフト（H.P.Lovecraft）によって書かれ、1936年に発表された小説である。なお、この小説においてはテラー山だけではなく、エレバス山についても言及されている。
『恐怖の存在』 "State of Fear"
マイケル・クライトン（Michael Crichton）によって書かれ、2004年に発表された小説である。話がテラー山を舞台として展開されている。